# Eimeriorina
Eimeriorina ist eine Unterordnung der Apicomplexa. Die Vertreter sind Parasiten bei Wirbellosen und Wirbeltieren. Dabei haben insbesondere die Familien Eimeriidae und Sarcocystidae medizinische und tiermedizinische Bedeutung.  Die Unterordnung ist nach dem deutschen Zoologen Theodor Eimer benannt.

## Lebenszyklus
Der Lebenszyklus wird in drei Abschnitte unterteilt:
1. Sporulation
Die unsporulierten Oozysten bestehen aus kernhaltigem Protoplasma, welches von einer widerstandsfähigen Hülle umgeben wird. Sie gelangen mit dem Kot des Wirts in die Außenwelt. Unter optimalen Umweltbedingungen (Sauerstoff, hohe Feuchtigkeit, Temperaturen über 27 °C) teilt sich der Zellkern zweimal und das Protoplasma bildet vier konische Körper, die strahlenartig vom Zentrum ausgehen. Diese Körper runden sich ab und werden zu den Sporoblasten, bei einigen Arten entsteht zusätzlich ein Restkörper. Die Sporoblasten sondern ein Sekret ab, welches eine Wand bildet, welche die nunmehr als Sporozysten bezeichneten Entwicklungsstadien abgrenzt. In ihnen teilt sich das Protoplasma in zwei bananenförmige Sporozoiten. Bei einigen Arten verbleibt auch hier ein Restkörper, der Stieda-Körper. Diese Vorgänge dauern meist 2 bis 4 Tage. Die Oozyste mit ihren Sporozysten und Sporozoiten wird als sporulierte Oozyste bezeichnet und ist das ansteckende Stadium.
2. Infektion und Schizogonie (ungeschlechtliche Fortpflanzung)
Bei der Schizogonie (Syn. Merogonie) werden die Sporozysten im Darm des Wirts freigesetzt. Die Sporozoiten dringen in eine Epithelzelle ein, runden sich ab und werden dann Trophozoiten genannt. Diese teilen sich mehrmals und bilden den Schizont (Syn. Meront), welcher eine große Zahl länglicher Merozoiten enthält. Mit Abschluss der Teilungen ist der Schizont reif und Wirtszelle und Schizont platzen und die Merozoiten dringen in benachbarte Zellen ein. Die Anzahl der Schizontengenerationen ist speziesspezifisch.
3. Gametogonie mit Bildung von Oozysten (geschlechtliche Fortpflanzung)
Nach Abschluss der Schizogonie werden die Merozoites zu männlichen und weiblichen Geschlechtszellen. Die großen weiblichen Geschlechtszellen (Macrogametozyte) bleiben einzellig und haben einen großen einzelnen Zellkern. Sie nehmen an Größe zu, so dass sie nahezu die gesamte Wirtszelle einnehmen. Die männlichen Geschlechtszellen (Mikrogametozyten) vollziehen mehrere Teilungen und bilden eine große Zahl begeißelter einzelliger Stadien, die Mikrogameten. Nur in dieser Phase sind die Kokzidien beweglich. Die Mikrogameten werden durch Platzen der Wirtszelle freigesetzt und dringen in eine Makrogamete ein. Anschließend verschmelzen weiblicher und männlicher Zellkern zur Zygote. Mit der Bildung einer Wand entsteht die (unsporulierte) Oozyste, welche mit dem Kot ausgeschieden wird.

## Systematik
Die Unterordnung umfasst 12 Familien:
Eimeriida Léger, 1911 [syn. Eimeriorina]
- Aggregatidae
- Atoxoplasmatidae
- Barrouxiidae
- Calyptosporiidae Overstreet, Hawkins & Fournie, 1984
  - Calyptospora
- Caryotrophidae
- Cryptosporidiidae Leger, 1911
  - Cryptosporidium
- Eimeriidae Minchin, 1903
  - Caryospora mit C. bubonis
  - Cyclospora
  - Eimeria
  - Isospora
  - Tyzzeria
  -  ?Octosporella
  -  ?Pythonella
- Elleipsisomatidae
- Lankesterellidae Nöller, 1920
  - Lankesterella
- Sarcocystidae Poche, 1913
  - Besnoitia
  - Cystoisospora mit C. belli
  - Frenkelia mit F. microti
  - Hammondia
  - Neospora
  - Sarcocystis
  - Toxoplasma mit T. gondii
- Selenococcidiidae
- Spirocystidae

## Krankheiten
Eimeriida-Arten sind die typischen Erreger der Kokzidiose bei Rindern, Schafen, Schweinen, Ziegen, Ratten, Kaninchen, aber auch in Vögeln, Reptilien, Amphibien und Fischen.
Zu den Sarcocystidae gehört Toxoplasma gondii, bislang die einzige Art innerhalb der Gattung Toxoplasma. T. gondii ist der Erreger der Toxoplasmose bei Katzen. Diese Infektion ist für Menschen mit gesundem Immunsystem ungefährlich. Eine Gefahr besteht allerdings bei Menschen mit geschwächtem Immunsystem (HIV- oder Transplantationspatienten). Eine weitere Gefahr besteht bei der Erstinfektion in der Schwangerschaft, bei der das ungeborene Kind sterben oder schwere Behinderungen davontragen kann.
Eimeria durchläuft einwirtige (monoxene) Lebenszyklen und unterscheidet sich dabei von Toxoplasma gondii, Sarcocystis und Plasmodium (Aconoidasida), welche heteroxene (mehrwirtige) Zyklen durchlaufen.
Isospora-Arten sind von Reptilien und Vögeln, Cystoisospora belli aus dem Darm des Menschen bekannt.
Kryptosporidien (Cryptosporidium) infizieren häufig Kälber, gelegentlich Menschen, darüber hinaus bis zu 40 weitere Wirbeltiere. Caryospora bubonis, ein Parasit der Eimeriidae, befällt Vögel.
Parasiten aus dem Taxon der Frenkelia, beispielsweise Frenkelia microti, befallen Vögel als Hauptwirte, beziehungsweise Nagetiere als Zwischenwirte.